# تيغير (آراغاتسوتن)
مدينة تيغير (بالإنجليزية: Tegher)‏ هي إحدى المدن التابعة لمقاطعة آراغاتسوتن في أرمينيا. يقدر عدد سكانها بـ 244 نسمة حسب الإحصاء الذي جرى عام 2011.

## معرض صور

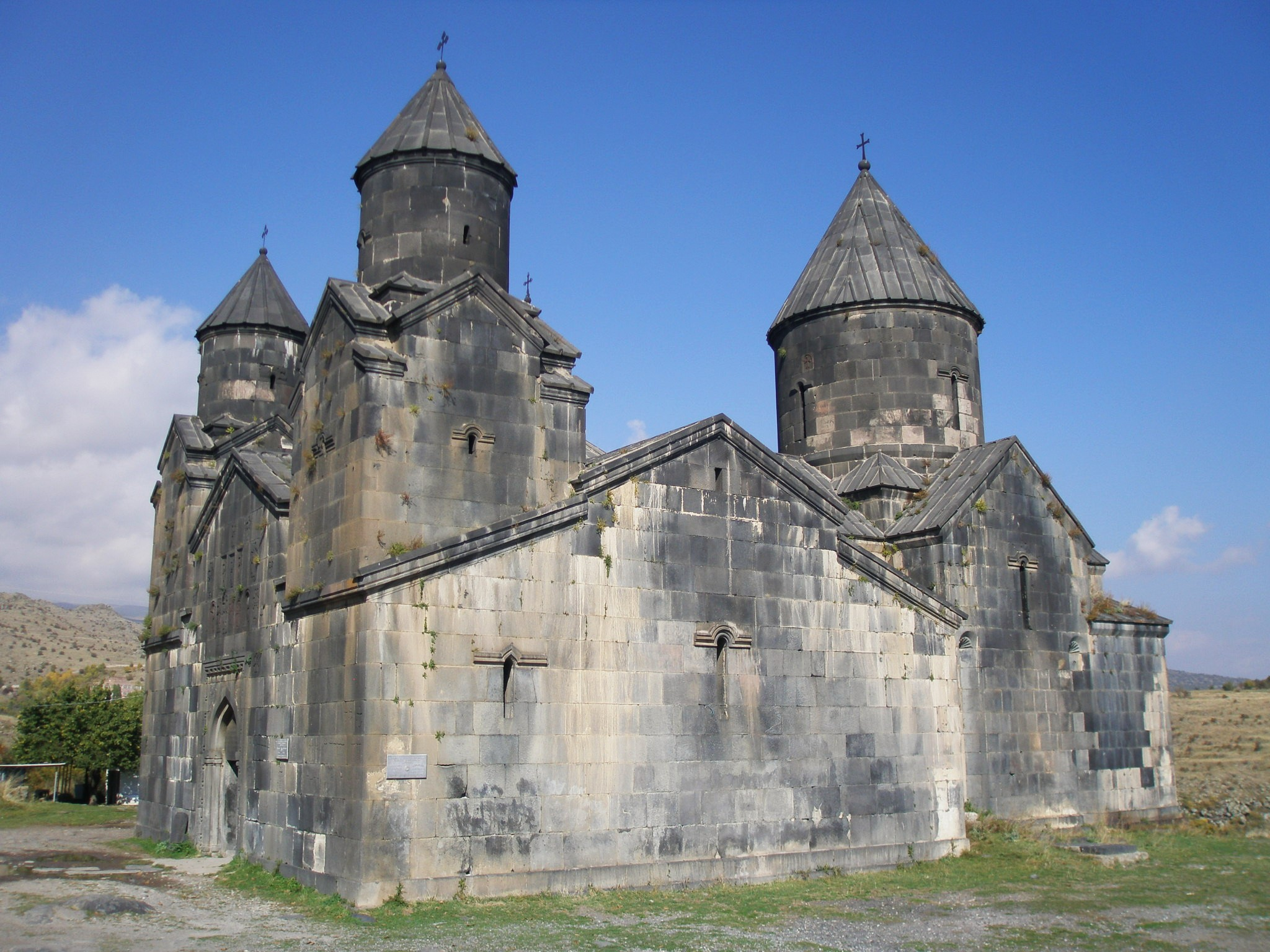
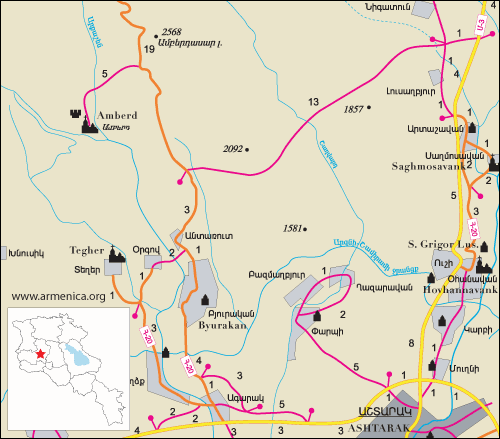
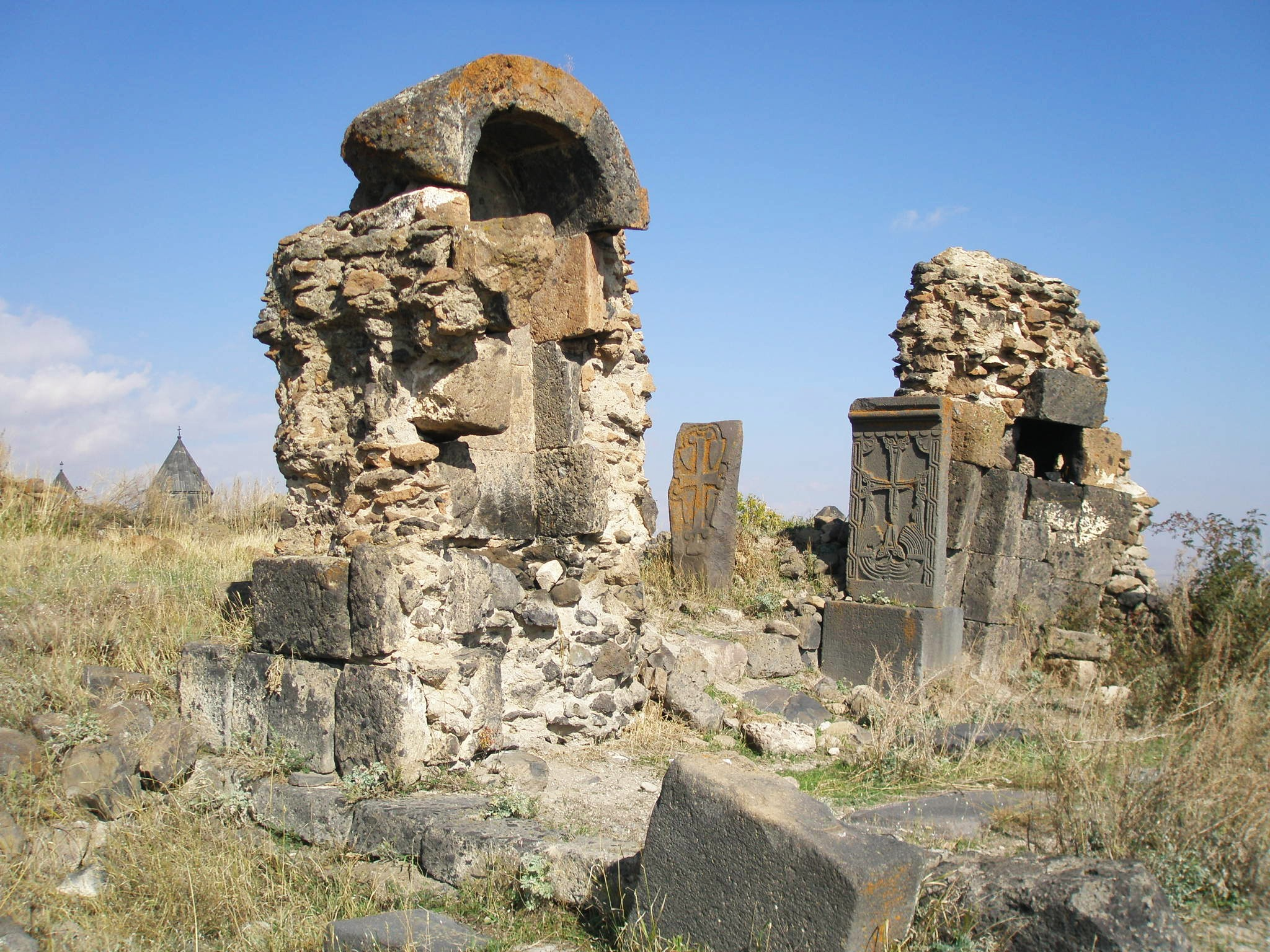
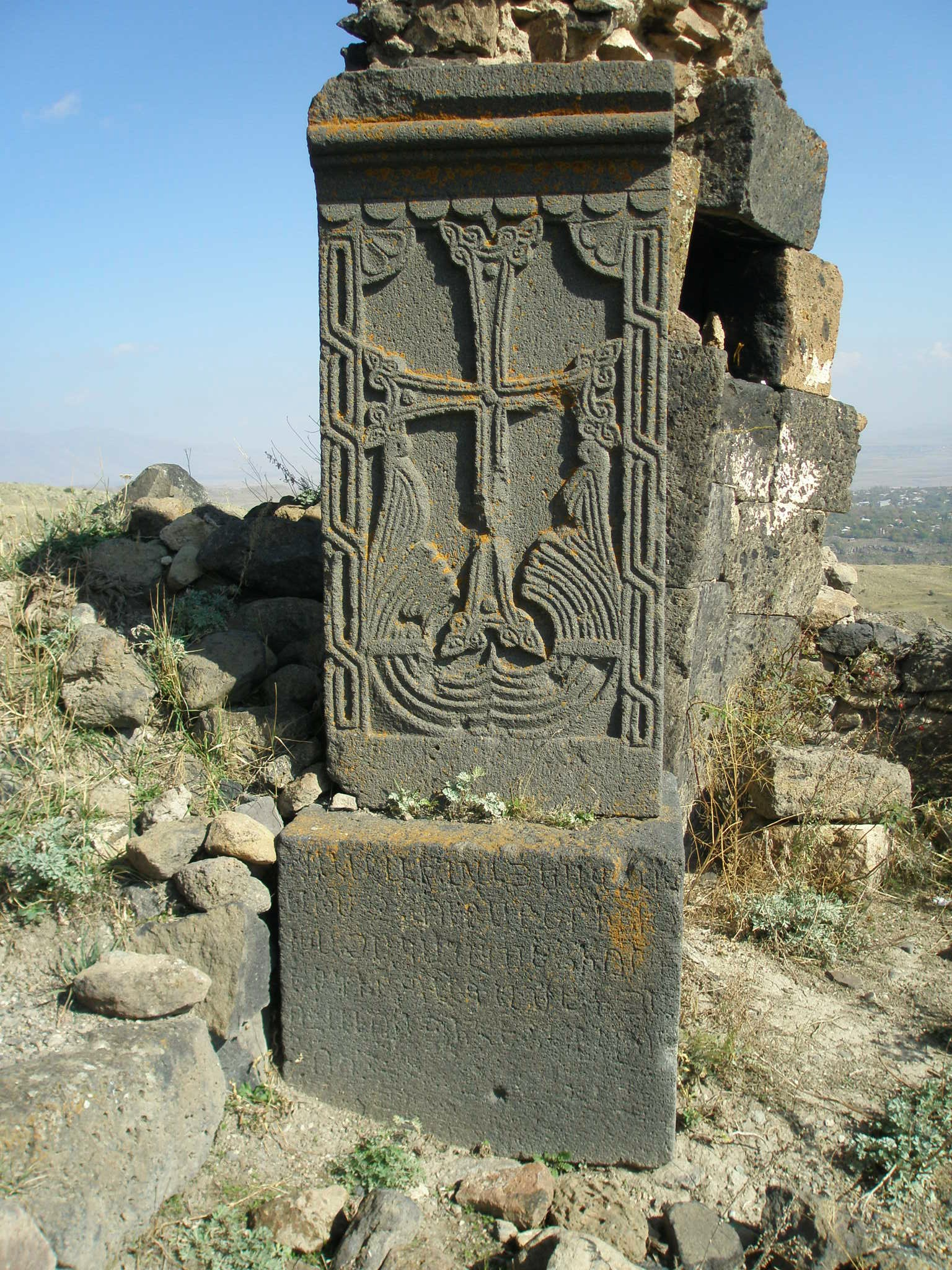